# Alter Dorfsee
Der Alte Dorfsee (auch: Altdorfer See) ist ein See im Stadtgebiet von Krakow am See im Landkreis Rostock in Mecklenburg-Vorpommern. Er befindet sich vollständig im Naturpark Nossentiner/Schwinzer Heide.
Der See liegt etwa 1,7 Kilometer südwestlich des Krakower Stadtkerns. Die bebaute Fläche am Nordufer wird vorwiegend gewerblich genutzt. Am Ostufer verlaufen die Bahnstrecke Güstrow–Meyenburg und in geringem Abstand die Landesstraße 37. Südlich schließt sich eine Waldfläche an.
Das längliche Gewässer besitzt eine Größe von 25,4 Hektar und ist wenig gegliedert. Lediglich im Nordwesten ist eine Bucht ausgebildet. Die Nord-Süd-Ausdehnung des Sees beträgt 1140 Meter, die maximale Breite 325 Meter. Der Wasserspiegel liegt 49,9 m ü. NHN. Am im mittleren Abschnitt moorigen Westufer fließt dem Alten Dorfsee ein Graben aus dem Derliener See zu. Nach Norden fließt der Mühlenbach in Richtung Krakower See ab.
Während des Zweiten Weltkrieges bestand von 1943 bis 1945 am Altdorfer See ein KZ-Außenlager des KZ Ravensbrück, in dem 150 bis 200 weibliche Häftlinge lebten, die in den Getreidehallen Zwangsarbeit bei der Produktion von Flugzeugteilen für die Rostocker Heinkelwerke verrichten mussten. Sie waren in Baracken untergebracht, in denen nach dem Krieg Flüchtlinge lebten. Die Baracken wurden inzwischen abgerissen.